# Peter C. Doherty
Peter Charles Doherty, AC (Brisbane, 15 oktober 1940) is een Australisch dierenarts en onderzoeker op het gebied van medicijnen. In 1995 won hij samen met Rolf M. Zinkernagel de Nobelprijs voor de Fysiologie of Geneeskunde voor het beschrijven hoe cel-gemedieerde immunologische afweer-moleculen worden gebruikt door witte bloedcellen om door virus geïnfecteerde cellen op te sporen en te vernietigen.

## Biografie
Doherty is de zoon van Eric en Linda Byfond Dorethy. Na de Indooroupilly State High School studeerde hij aan de Universiteit van Queensland, waar hij in 1962 zijn bachelorgraad en in 1966 zijn mastergraad in diergeneeskunde behaalde. In 1970 haalde hij zijn Ph.D. aan de Universiteit van Edinburgh. In de jaren erop hield hij zich bezig met immunologie, microbiologie en pathologie.
Doherty's onderzoek focuste zich vooral op het immuunsysteem. Het onderzoek waarvoor hij zijn Nobelprijs kreeg omschrijft hoe het lichaam zich beschermt tegen virussen. Hij deed dit onderzoek samen met Rolf M. Zinkernagel aan de John Curtin School of Medical Research. Samen concludeerden ze dat T-cellen cellen die door virussen zijn geïnfecteerd herkennen in combinatie met Major Histocompatibility Complex-proteïnes. T-cellen moeten om een geïnfecteerde cel te vernietigen niet alleen het virus, maar ook de cel herkennen. Dit gebeurt door middel van twee moleculen op de cel: een van het virus en een van MHC.
In 1995 won Doherty de Albert Lasker Award for Basic Medical Research. In 1997 werd hij gekozen tot Australiër van het jaar. Momenteel brengt Doherty drie maanden per jaar door aan het St. Jude Children's Research Hospital voor onderzoek. Tevens is hij lid van de faculteit van de University of Tennessee Health Science Center. De rest van het jaar werkt hij aan de Universiteit van Melbourne.